# Енергія іонізації

Періодична тенденція в енергії іонізації хімічних елементів

Енéргія іонізáції — найменша енергія, потрібна для того, щоб вирвати електрон із фізичної системи й віднести його на нескінченну віддаль.
У випадку ізольованих атомів чи молекул електрони з найбільшою енергією, які найлегше відриваються, зазвичай розташовані на валентних оболонках. У випадку твердих тіл, металів чи напівпровідників, електрони з найбільшою енергією належать до валентних зон.

## Адіабатна енергія йонізації
Найменша енергія, необхідна для видалення електрона з атома, йона або молекули в газовій фазі. Визначається як різниця між  енергіями  утворюваного  йона  та  вихідної  молекулярної частинки в основних їх енергетичних станах.

## Другий потенціал йонізації
Енергія,  потрібна  для  вилучення  електрона  з  ізольованого
йона з зарядом +1. Енергія третьої йонізації буде енергією, що
необхідна для видалення електрона з ізольованого +2 йона.

## Вертикальна енергія йонізації
Найменша енергія, потрібна для відриву одного електрона від
ізольованої молекулярної частинки (в основному коливальному стані) у газовій фазі у випадку, коли утворена молекулярна частинка набуває коливальної енергії відповідно до
принципу Франка – Кондона (котрий стверджує, що електрон
відривається без зміни геометрії частинки).
Синонім — вертикальний потенціал іонізації.